# 3-Brombuttersäure
3-Brombuttersäure ist eine halogenierte aliphatische Carbonsäure, die sich von der Buttersäure ableitet.

## Herstellung
3-Brombuttersäure kann durch elektrophile Addition von Bromwasserstoff an Crotonsäure erhalten werden. Die Additionsrichtung an der C=C-Doppelbindung ergibt sich aus dem elektronenziehenden Effekt der Carboxygruppe, der zur Folge hat, dass an der Position 3 das stabilere Carbeniumion entsteht, an das sich das Bromid dann anlagert.

## Eigenschaften
3-Brombuttersäure enthält ein Stereozentrum, ist also chiral. Racemische 3-Brombuttersäure [Synonym: (RS)-3-Brombuttersäure] ist ein 1:1-Gemisch aus (R)-3-Brombuttersäure und (S)-3-Brombuttersäure. Ihr Flammpunkt liegt bei 114 °C.